# Lindbergia koelzii
Lindbergia koelzii är en bladmossart som beskrevs av Robert Statham Williams 1932. Lindbergia koelzii ingår i släktet Lindbergia och familjen Leskeaceae. Inga underarter finns listade i Catalogue of Life.